# Gheorghe Gheorghiu-Dej
Gheorghe Gheorghiu-Dej (rumunsky: [ɡe̯orɡe ɡe̯orˈɡi.u deʒ], 8. listopadu 1901, Bârlad – 19. března 1965, Bukurešť) byl rumunský politik, prezident (předseda dočasného prezídia Rumunské lidové republiky, předseda Státní rady Rumunska) v letech 1961–1965 a druhý premiér (předseda Rady ministrů) socialistického Rumunska v období od 2. června 1952 do 2. října 1955. Navzdory měnícím se státním funkcím byl rozhodující osobností rumunské politiky v celém období 1947–1965, neboť v této době zastával pozici generálního tajemníka Komunistické strany Rumunska (přesněji v období 1944–1954, 1955–1965), která byla od roku 1947 v zemi hegemonní silou.

## Život
Narodil se v rodině chudého dělníka jako Gheorge Gheorgiu. V roce 1933 se společně s ostatními členy komunistické strany zúčastnil protestu železničářů, za který ho soud v Bukurešti odsoudil. Během vlády diktátora Iona Antonesca byl v koncentračním táboře, odkud se mu v srpnu roku 1944 podařilo uprchnout a o rok později získat post generálního tajemníka ústředního výboru komunistické strany. Roku 1947 se jeho Stalinem podporovanému křídlu podařilo ovládnout stranu a roku 1952 posílil svou osobní moc (respektive moc své "vězeňské frakce"), když se mu podařilo ze strany vyloučit neformální vůdkyni Anu Pauker (z tzv. "moskevské frakce"), zastávající post ministryně zahraničí, když využil jejího židovského původu a obvinil ji ze sionistického spiknutí (podobný scénář jako u Slánského procesu v Praze, Ana Pauker však nebyla popravena).

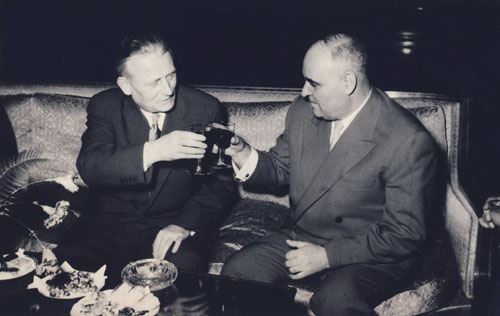
Antonín Novotný a Gheorghe Gheorghiu-Dej v Praze roku 1961

Navzdory velmi úslužné pozici vůči Stalinovi, Gheorgiu-Dej nakonec, po roce 1956, položil základy velmi nezávislé pozice Rumunska v tzv. východním bloku. Nespokojený s reformami Nikity Sergejeviče Chruščova soustředil se na samostatnou politiku Rumunské lidové republiky. V roce 1957 z Rumunska odešla sovětská vojska, v posledních letech své vlády navazoval i diplomatické vztahy se západními zeměmi, včetně USA. Navzdory tomu nikdy příliš neochably politické represe a jeho režim byl mnohem tvrdší než například Titův v Jugoslávii, který se rovněž odklonil od Moskvy. Na tuto politiku pak navázal Nicolae Ceaușescu (dlouho Gheorgiův chráněnec), který se pozice generálního tajemníka strany ujal roku 1965, poté co Gheorgiu-Dej zemřel na rakovinu plic. Konspirační teorie tvrdily, že se rakovina u něj rozvinula v důsledku ozáření během jeho návštěvy Moskvy.